# Euderus brasiliensis
Euderus brasiliensis är en stekelart som först beskrevs av William Harris Ashmead 1904.  Euderus brasiliensis ingår i släktet Euderus och familjen finglanssteklar. Inga underarter finns listade i Catalogue of Life.